# Морнерона (Новара)
Морнерона је насеље у Италији у округу Новара, региону Пијемонт.
Према процени из 2011. у насељу је живело 56 становника. Насеље се налази на надморској висини од 433 м.